# 裕民坊 (商場)

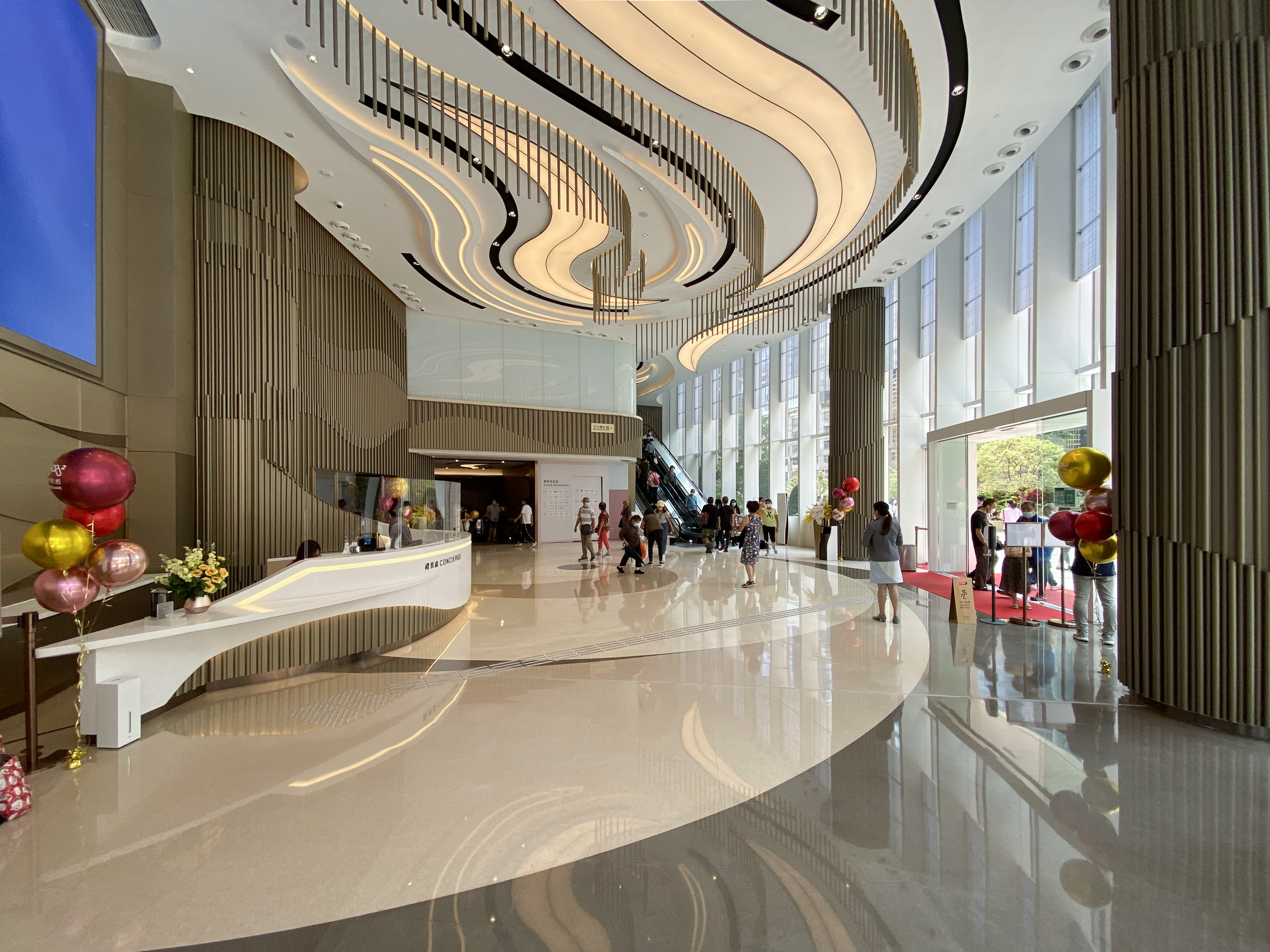
康寧道入口中庭

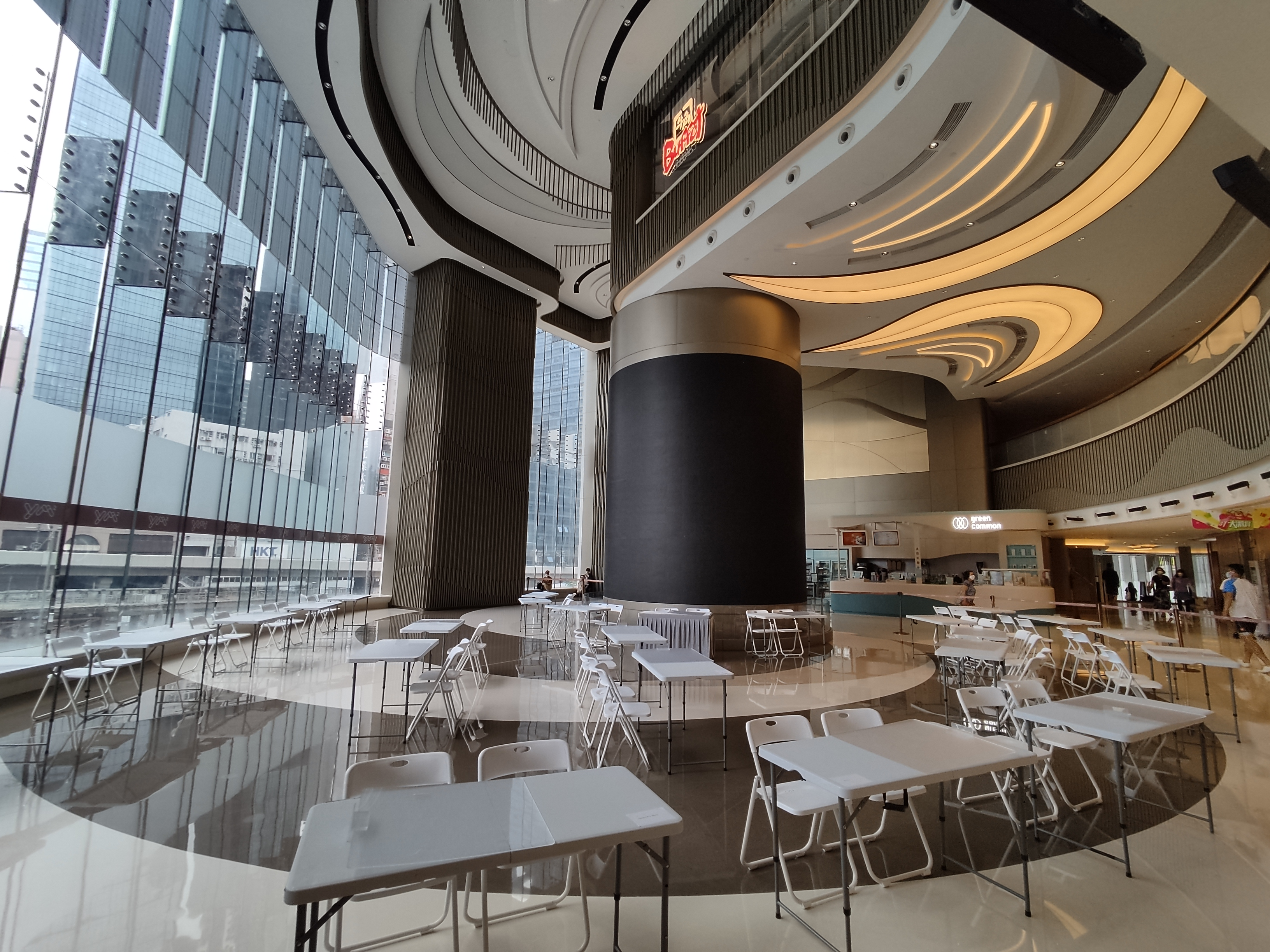
可供舉辦活動，和設有玻璃幕牆的中庭

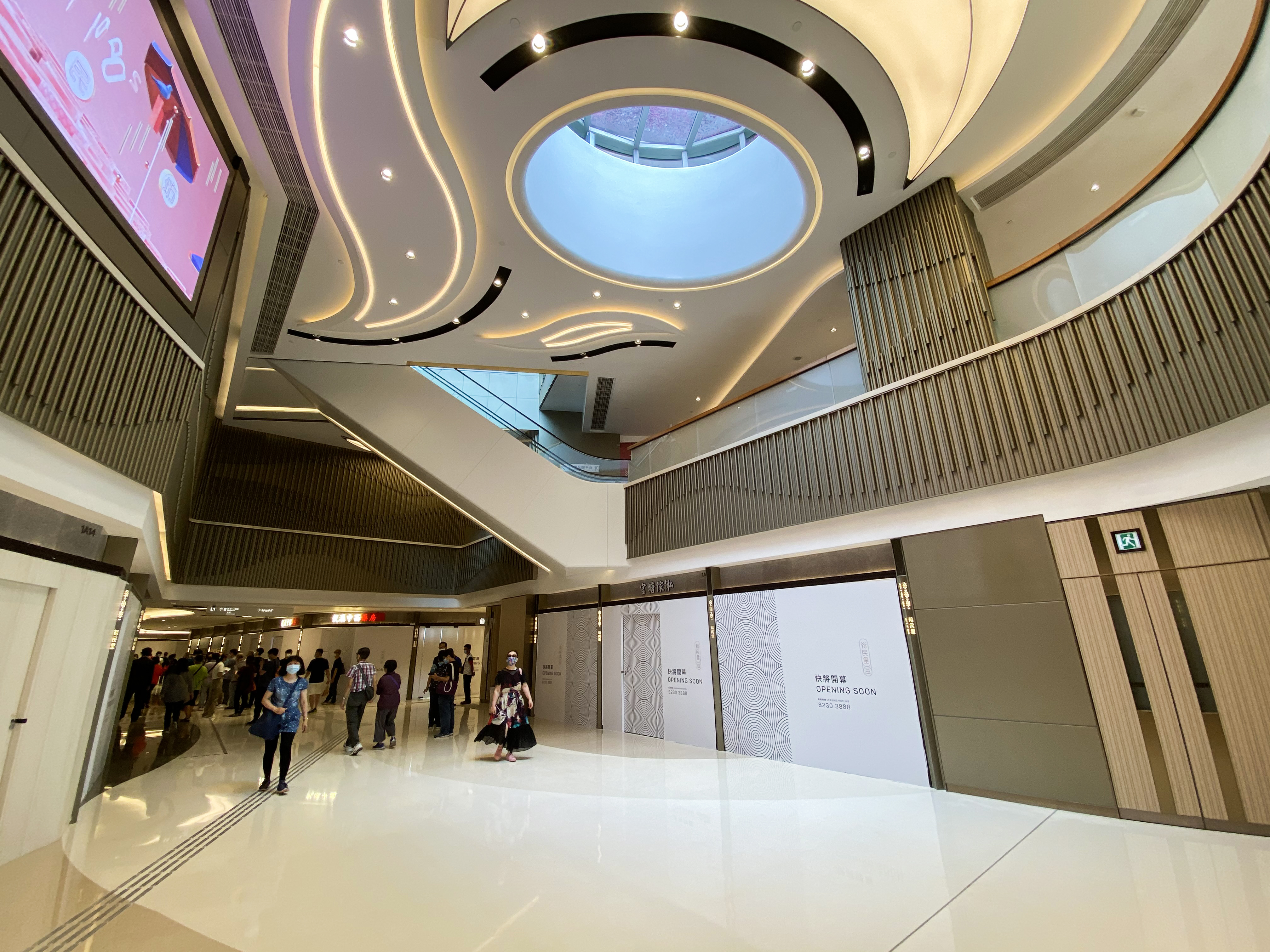
中庭

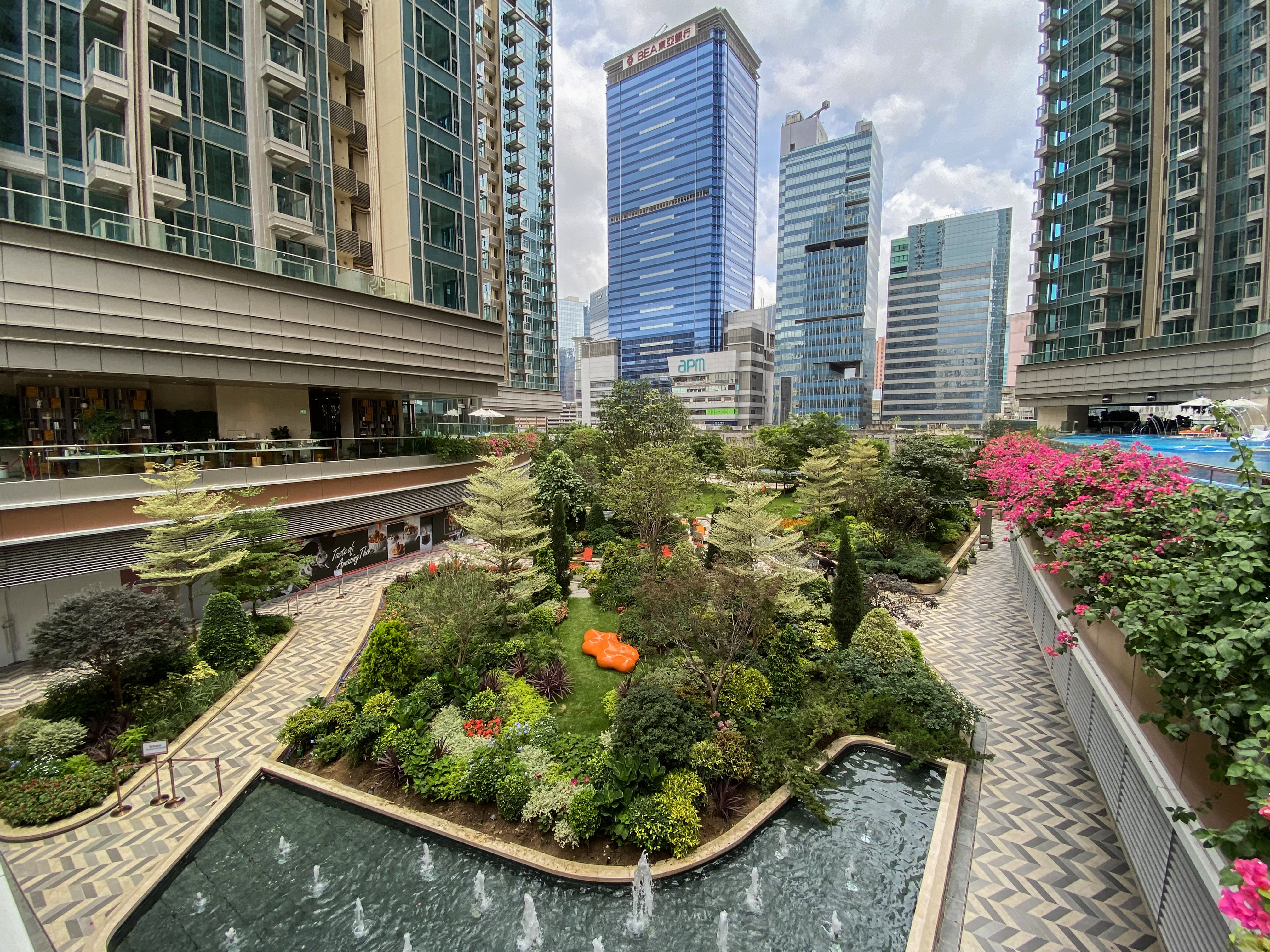
3樓空中花園為公共休憩空間

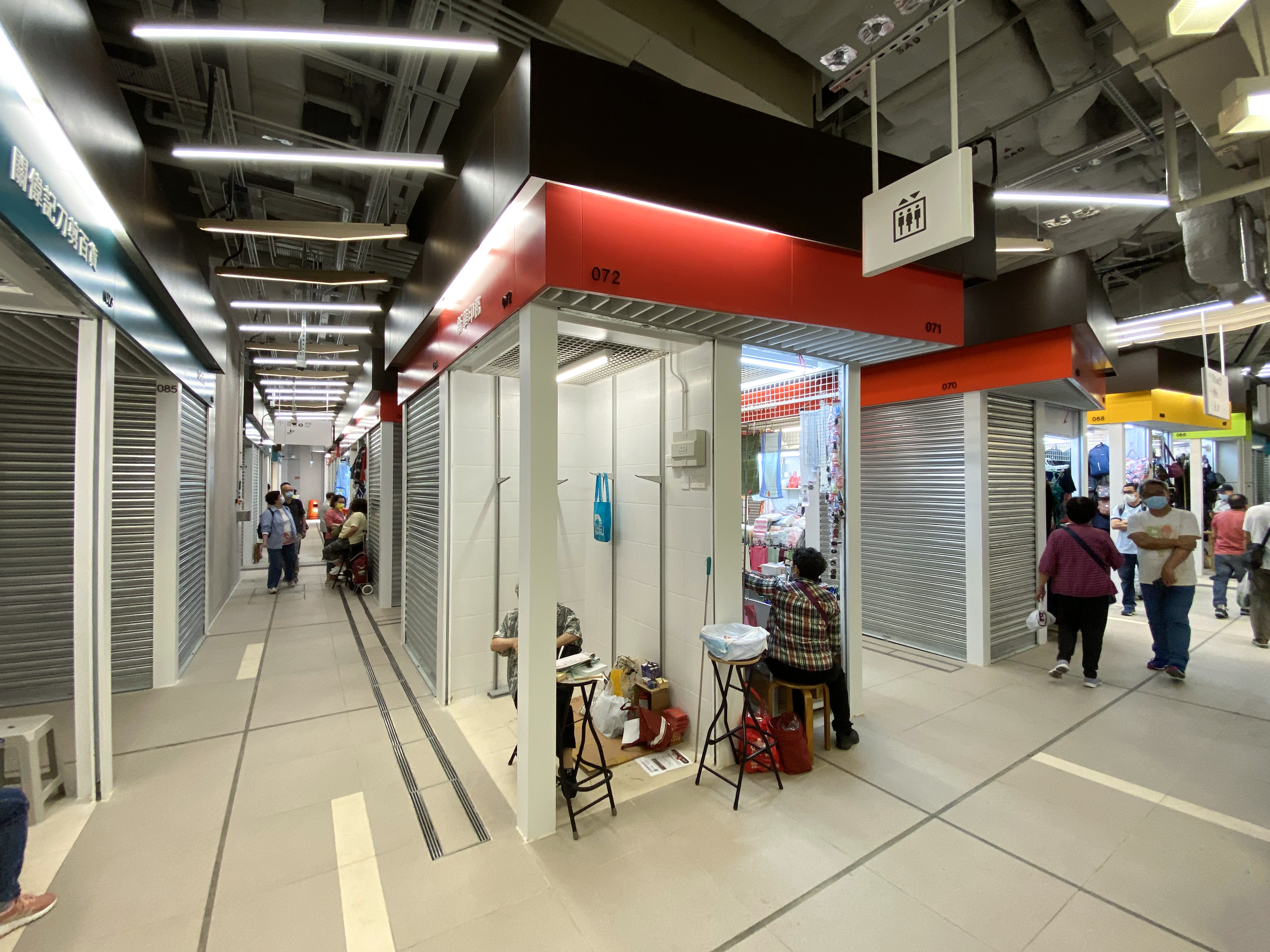
B1層裕民市集

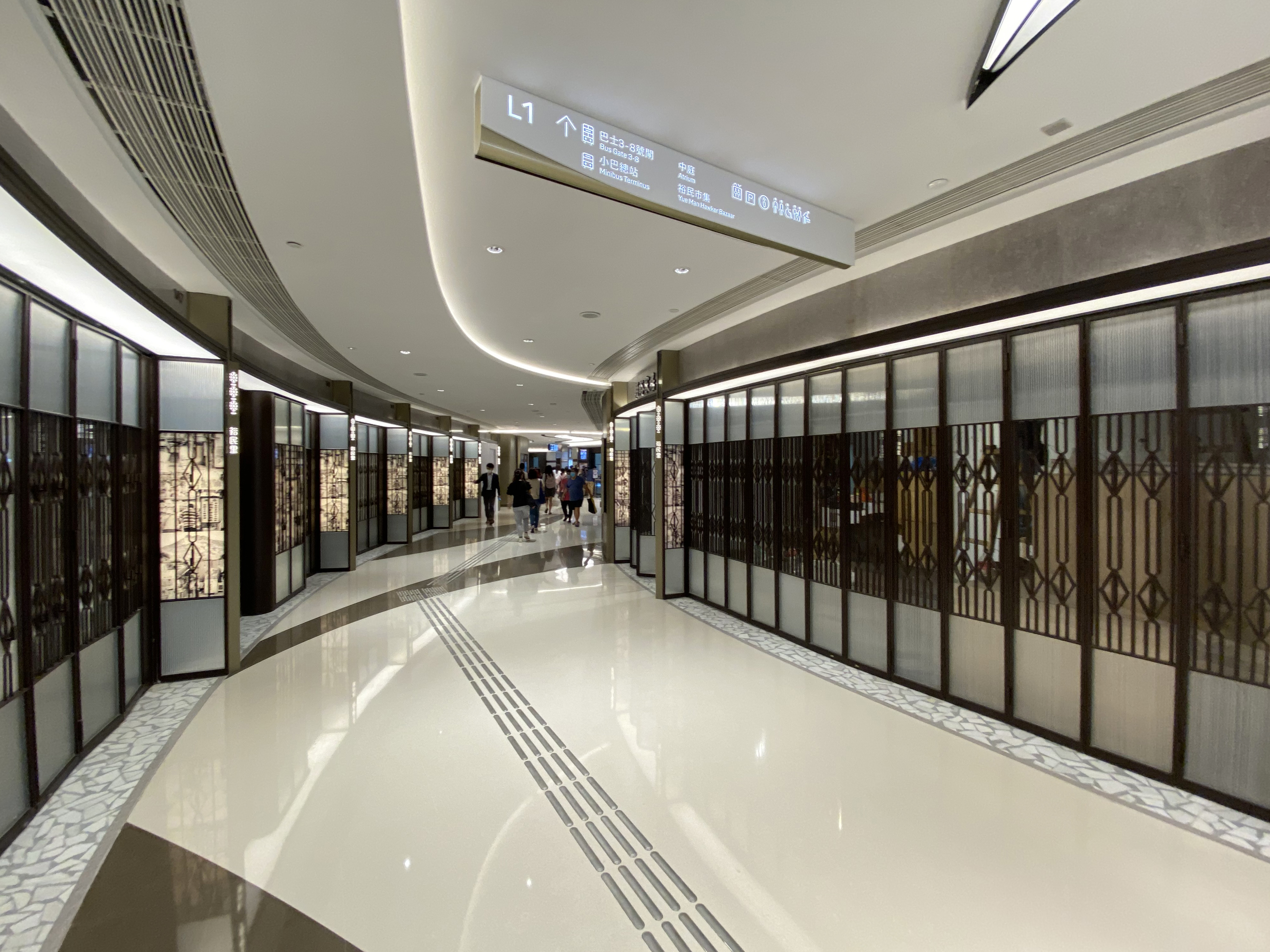
1樓「裕民里 Yue Man Lane」商戶的店面兩側加上昔日裕民坊的舊照片作為裝飾

裕民坊（英語：Yue Man Square；YM²）是香港九龍觀塘的一座購物商場，名稱以商場所在地——觀塘地標裕民坊為名，是市區重建局歷來最大規模的重建項目——觀塘市中心重建項目的第二和第三期工程一部分。

## 地理位置及簡介
商場位於觀塘裕民坊，毗鄰觀塘站、觀塘商貿區、觀塘道、物華街、康寧道、協和街和裕民坊，商場上方為大型住宅凱滙。地面一層及1樓設有雙層設計的裕民坊交通運輸交匯處，該交通運輸交匯處設有香港首個智慧型室內冷氣巴士站、香港佔地面積最大的有蓋小巴總站。商場洗手間入口設置了可用廁格指示牌顯示屏。

## 結構

### B2層
地庫B2層為停車場，約有50個時租車位，已於2021年5月下旬開放予私家車使用。

### B1層
地庫B1層為裕民市集（Yue Man Hawker Bazaar） ，提供135個檔位，由食物環境衞生署管理，為安置物華街臨時小販市場和同仁街臨時小販市場檔戶而設，該處主要售賣大眾化日常用品和廉價衣服為主。市集外設有一個下沉式廣場，設置了一個馬賽克藝術品和提供座位讓遊人休憩。

### G層
G層早於2021年3月31日開放，亦有兩間商舖於4月1日開業。本層設有數間商戶，包括7-11便利店、美心集團旗下的魚尚、春芳號、雞冀山和酥妃。商場旁為有蓋小巴總站。

### UG層
康寧道入口設禮賓處和扶手電梯往地下小巴總站和商場1樓。協和街入口旁設上蓋住宅項目凱匯示範單位的展覽廳。

### 1樓
1樓早於2021年3月31日開放，而部分店舖於4月2日開業。商場設有多間商店，其中近協和街一邊空間命名為「裕民里 Yue Man Lane」，邀請15個因重建計劃而搬遷的小店重新復業，該處商戶的店面兩側及鐵閘以昔日裕民坊的舊照片作為裝飾，同時為小店設計及製作招牌燈箱。租戶包括官塘傢俬、柏裕家居、富力電動五金行、麗記百貨、型目、興發熟食、永興豆漿王、香港恆香、雞仔餅大王、餃店牛雜小食等。同層亦有多間食品商店和其他租戶，包括美心集團旗下的美心烘焙所、東海堂；中式禮餅店“皇玥”、余仁生、花膠海味專門店“尚品”、鯉魚門紹香園、新都醫務中心、譽豐中醫、善茶、滙豐銀行、快圖美、滙豐理財易中心、營火食品旗下DS Park等。而瀛木超市已經結業。
商場中央為室內巴士總站（裕民坊公共運輸交匯處），採用智能設計。該處亦設有兩個中庭，可舉辦不同活動之用。場內亦設置了少量閒座區。
此層亦設有凱滙住戶專用通道。

### 2樓
2樓分為兩部分，向裕民坊一邊主要以餐廳為主，租戶包括百芳池上便當、CFK（Chopsticks Fork NKnife）、良茶隅、INN和JL菓一區；向協和街一邊為瀛木超市(已結業)。兩邊並不相通。

### 3樓
3樓戶外部分為公共休憩空間。租戶以餐廳為主，包括Brass Spoon Le Jardin、牛角Buffet、千歲擔擔麵、德美壽司、泰國菜「東羅」和川菜「十二味」。該處戶外範圍設大型綠化平台，屬於公共休憩空間，並設行人天橋連接觀月·樺峯及協和街，可以從裕民坊公共交通交匯處物華街入口旁的扶手電梯直達休憩公園。

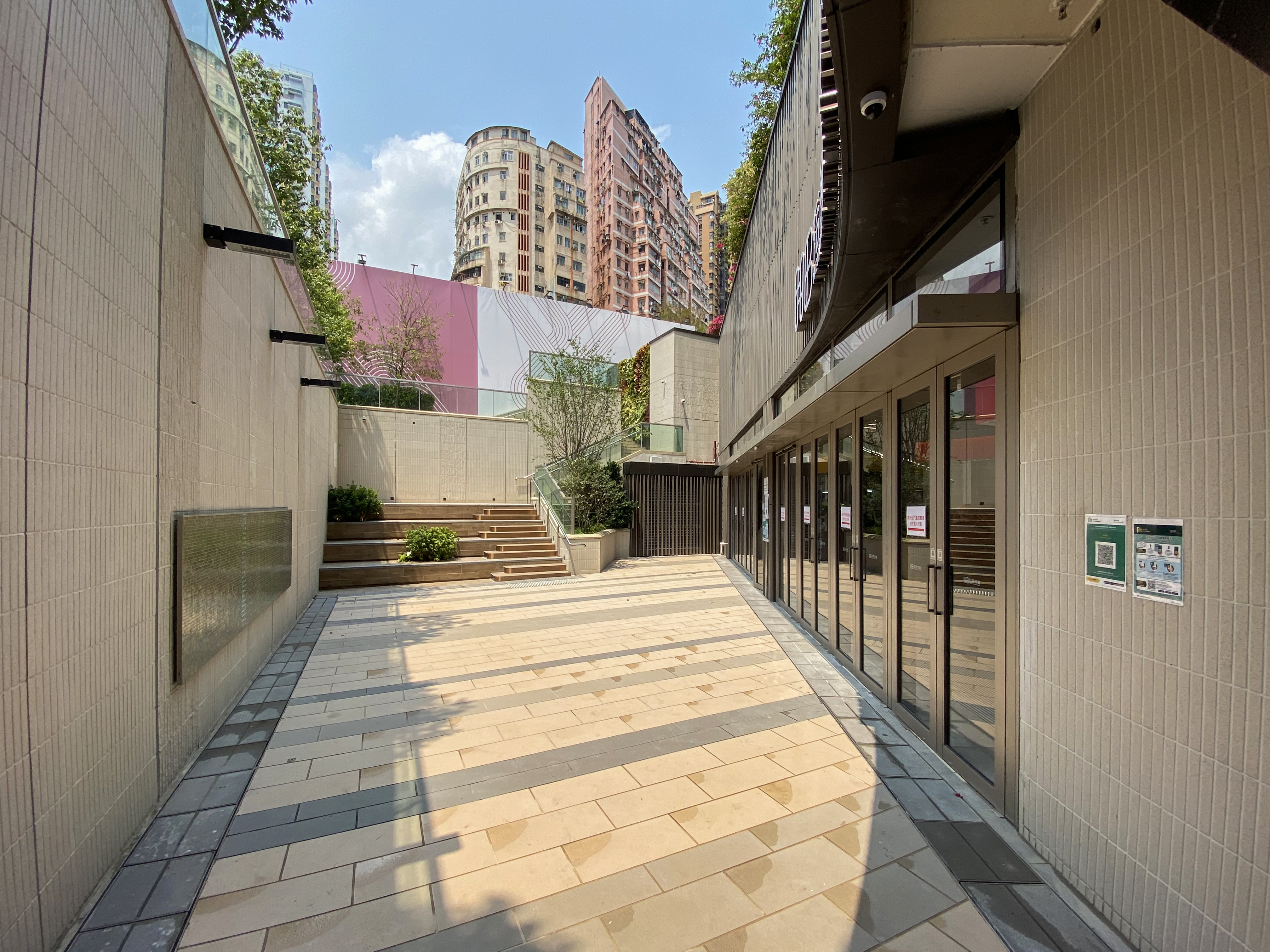
地庫B1層下沉式廣場
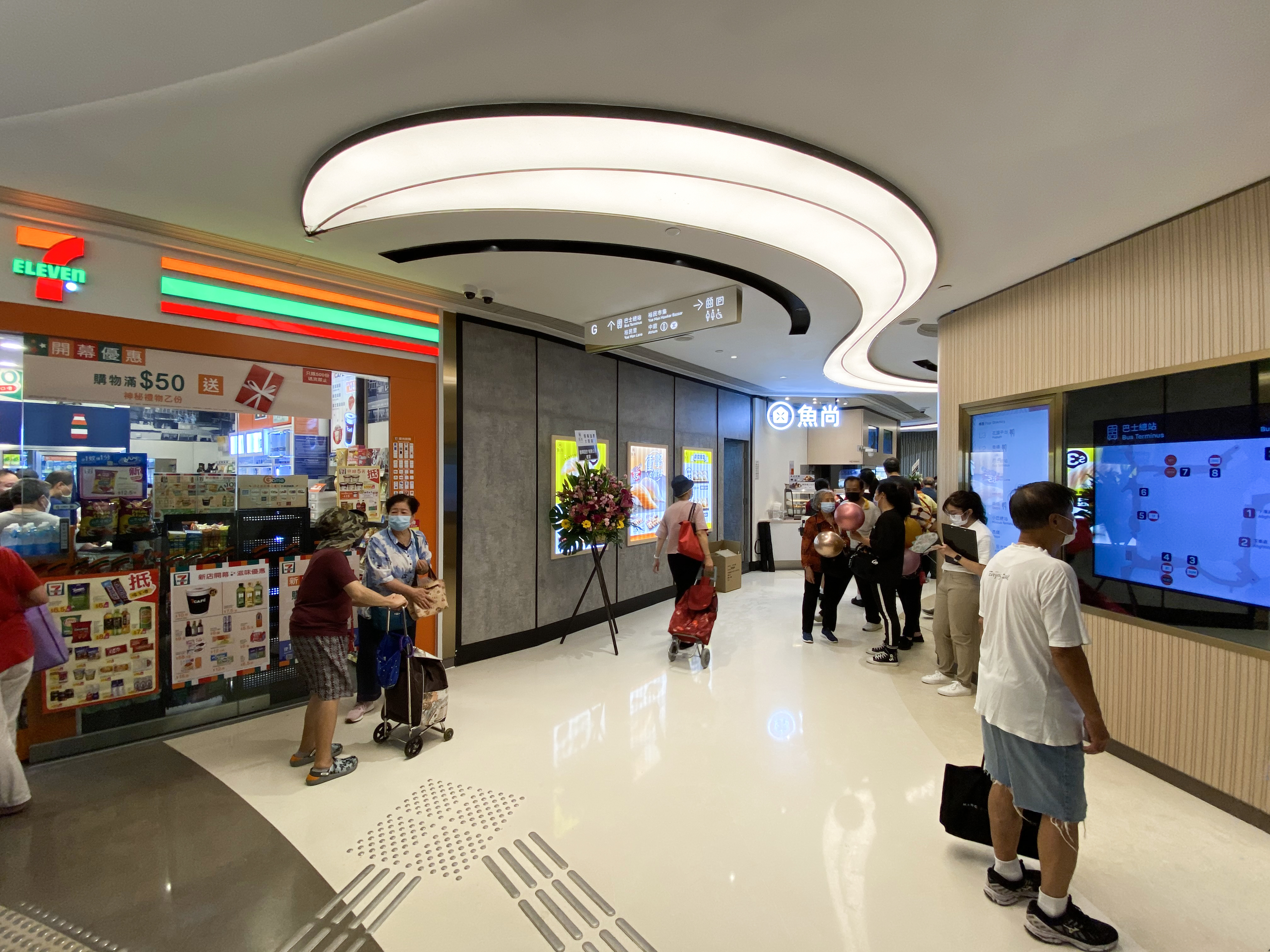
地下
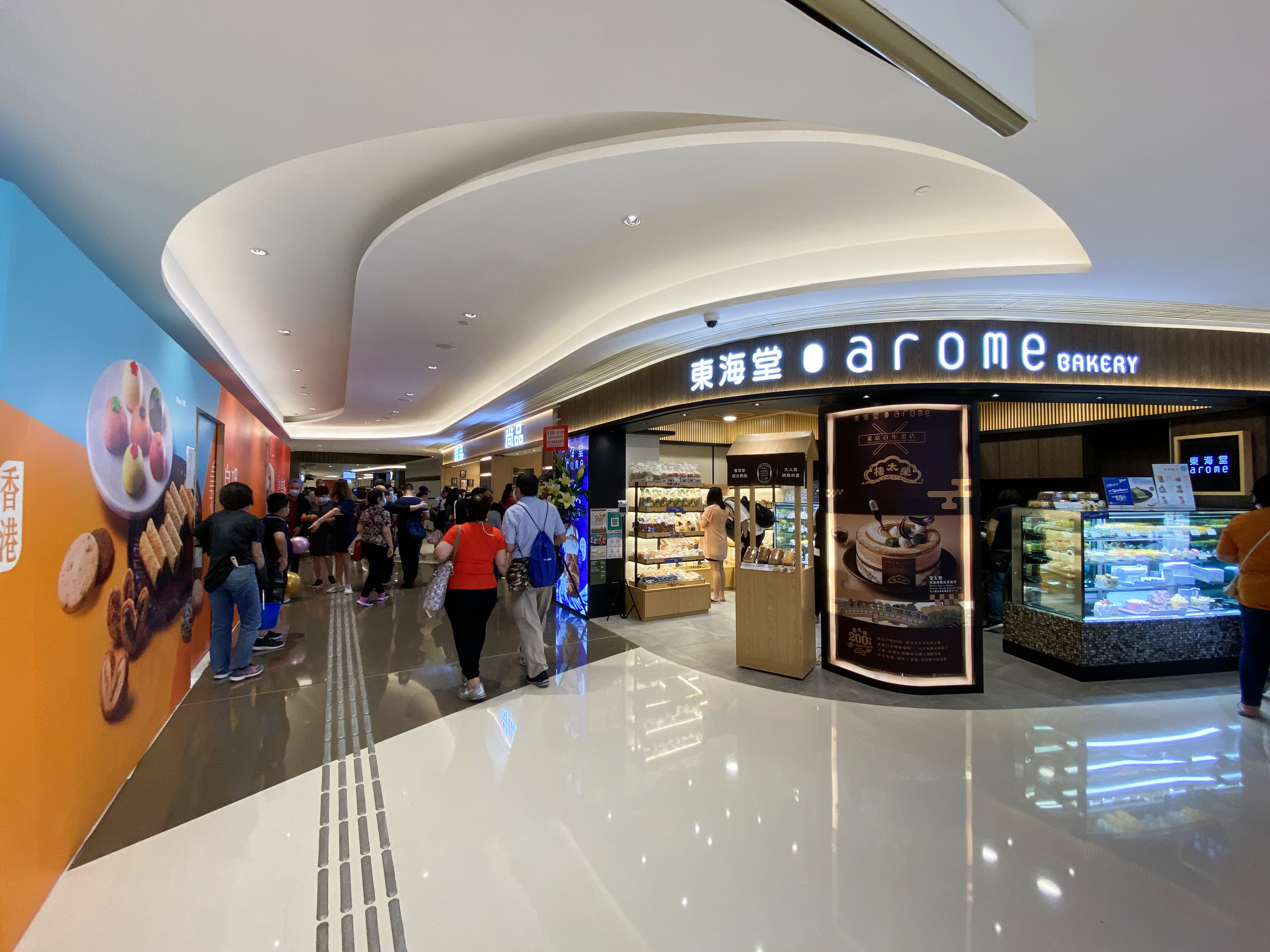
1樓商店
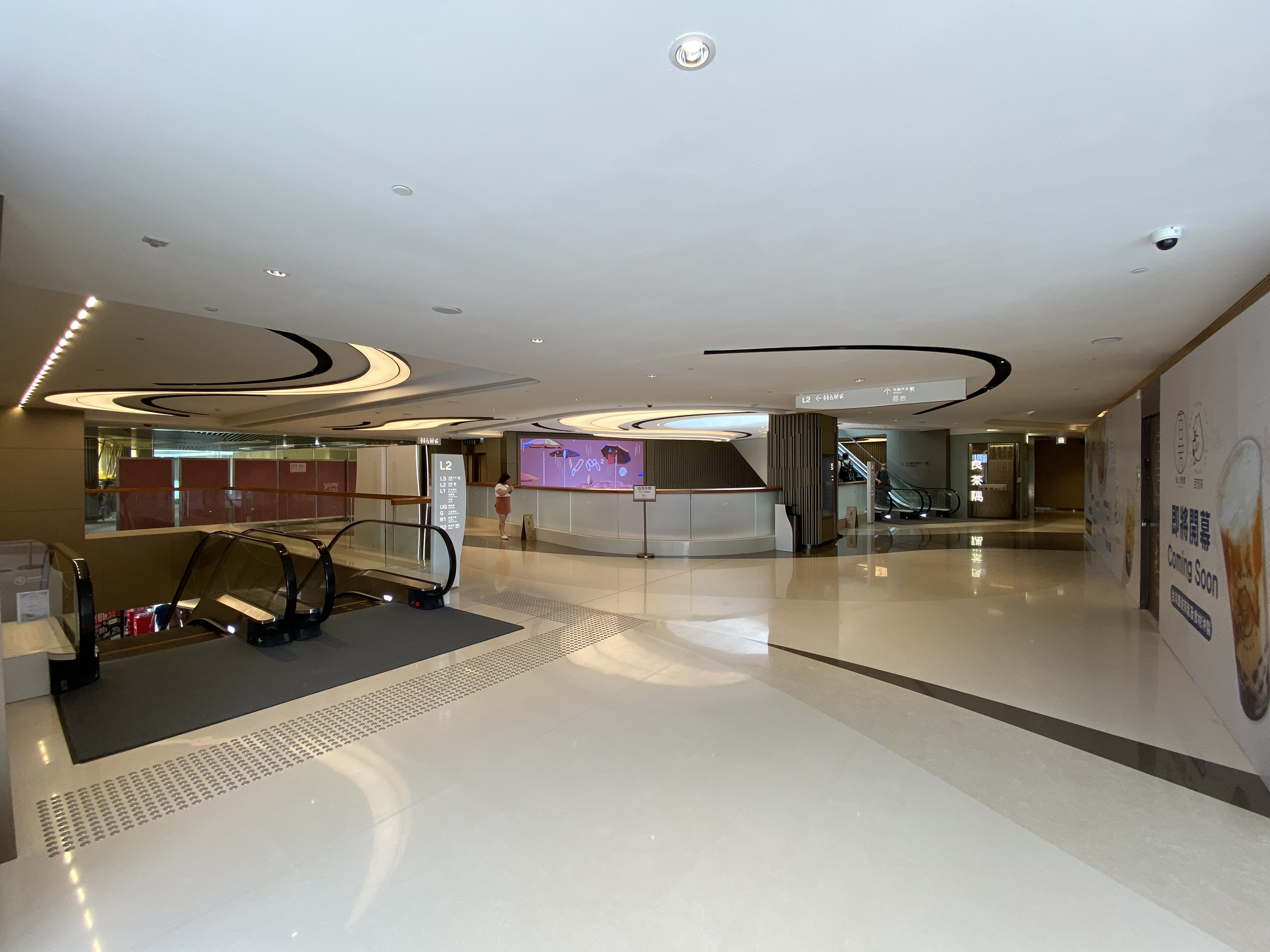
2樓
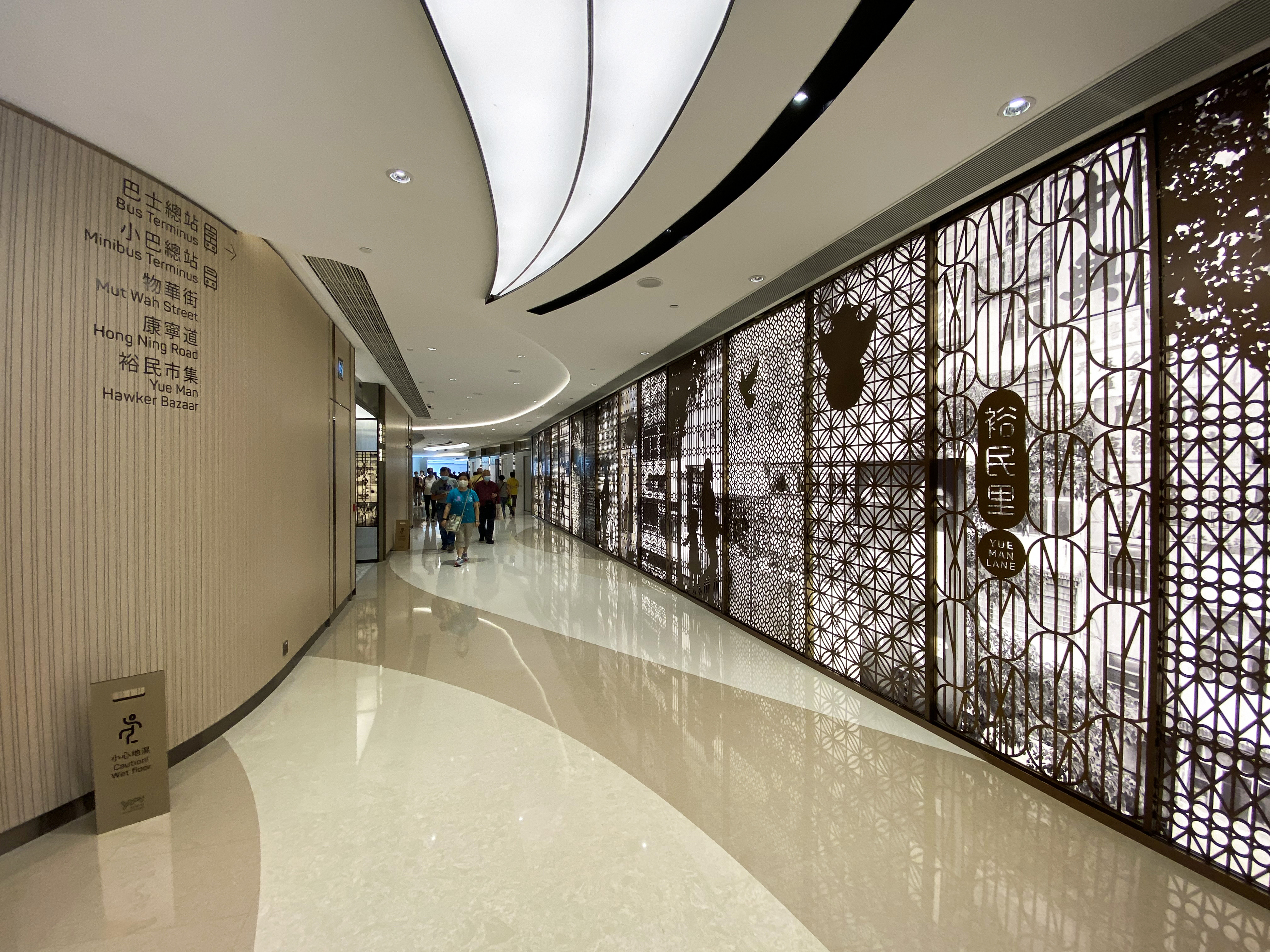
1樓「裕民里 Yue Man Lane」的通道擺放昔日裕民坊的舊照片作裝飾
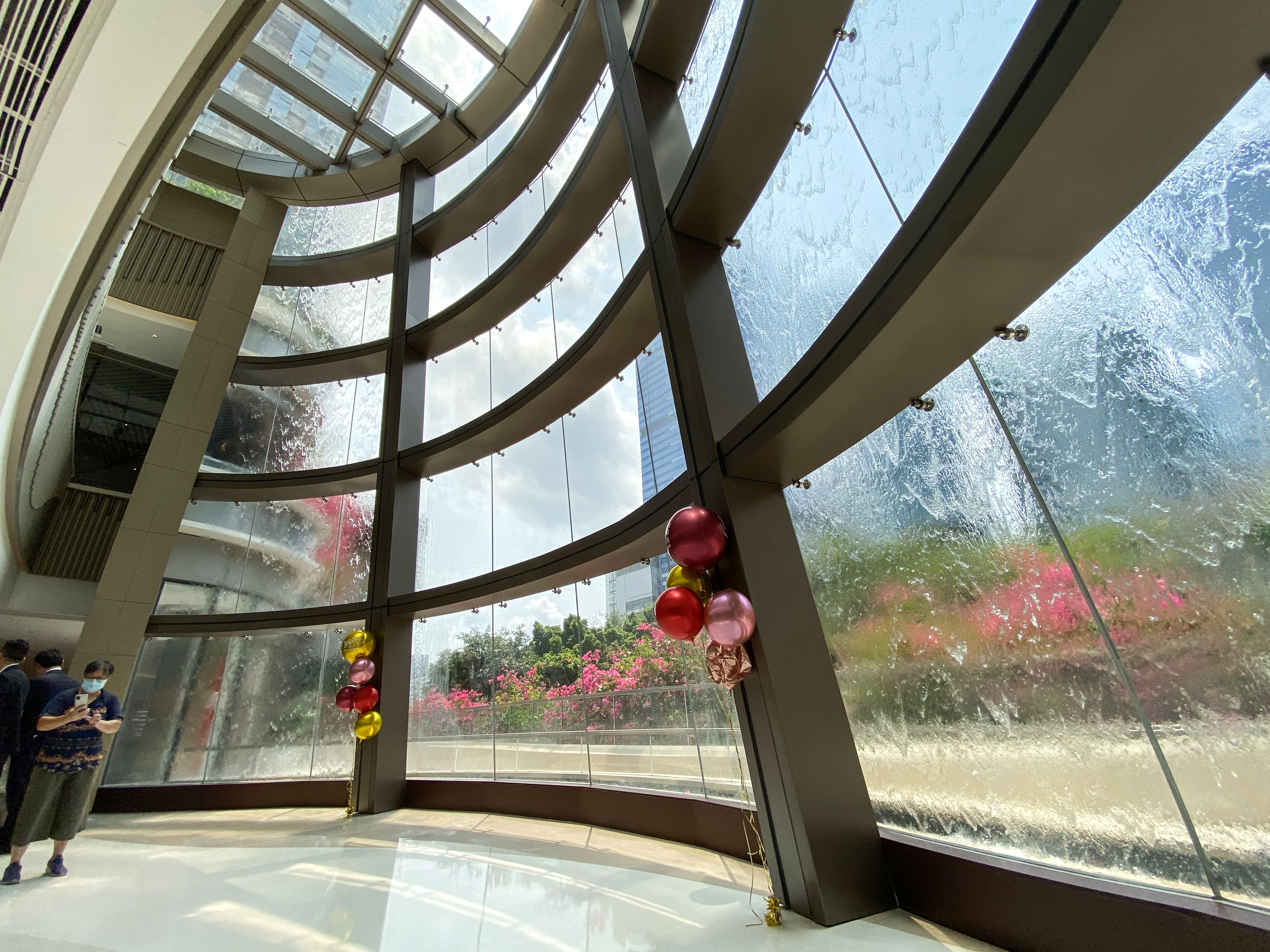
天幕瀑布

### 冷氣通道走廊
商場一樓設有24小時冷氣通道走廊。走廊連接康寧道、物華街和協和街，已於2021年3月30日開放。觀塘市中心重建項目重建工程5期的商業用地落成後，將會連接apm、觀塘站、觀塘站公共運輸交匯處和觀塘商貿區，也可以從行人天橋和24小時行人通道前往觀月·樺峯、物華街和康寧道。

## 裕民坊公共運輸交匯處
裕民坊公共運輸交匯處位於裕民坊商場內的地面及一樓，於2021年4月2日啟用。地面為全港最大型有蓋小巴站，一樓則設有全港首個智慧型室內空調巴士站，佔地1.5萬平方米，目前安排8條巴士路線、12條綠色專線小巴與9條紅色小巴的路線遷入交匯處。
該總站的巴士和小巴路線原以鄰近的裕民坊臨時巴士總站、同仁街臨時小巴總站、裕民坊小巴總站、協和街小巴總站以及觀塘道小巴總站為總站，在路線搬遷至新的總站後前述總站亦已即時停用，其中前兩者更以水馬圍封。

## 批評
- 有媒體發現重建後的公眾休憩廣場規條多多，並且相當嚴苛。當中包括禁止未經許可的「遊行、演說、表演及其他公眾活動」，不准進入草地範圍，進行採訪活動均需預先申請。反而條例寫明管理公司人員有權在場內拍攝，錄影，或複製任何人士影像或聲音用於任何用途。團體「活在觀塘」發言人袁智仁認為規則是扼殺市民的公共活動，難以讓街坊停留休憩，認為該空間應該讓公眾自由使用，而不是只追求增加了的綠化面積。市建局回應指是根據發展局公佈的《私人發展公眾休憩空間設計及管理指引》的基本原則而訂立，並指出管理公司以「不得阻礙公眾通道、騷擾及影響私人物業住戶的安全及私隱，亦不得妨礙其他公眾享用」的前提下進行規管，由於當時正值2019年新冠肺炎疫情，若此事可能增加感染風險包括更多人群聚集，所以重建後仍然採取適當的防疫措施。[7]

- 記者發現商場內設有多部閉路電視，均屬大陸監控設備商海康威視（Hikvision）。[8]

- 有裕民市集擺檔舖位的租戶指裕民市集的檔位較同仁街臨時市集的檔位細一半，要放棄售賣玩具，表示無奈接受，同時認為重建後的建築物人情味消逝，直言「上蓋就係有錢人，下面就係基層」。[9]

## 外部連結
- 裕民坊 YM2（页面存档备份，存于）